# Bongani Khumalo
Bongani Khumalo (n. 6 ianuarie 1987 în Manzini, Swaziland) este un jucător de fotbal sud-african, care joacă pentru Supersport United și pentru Echipa națională de fotbal a Africii de Sud.

## Personal
Născut în Swaziland s-a mutat cu părinții în Pretoria când avea numai doi ani.